# منحنى التكاليف

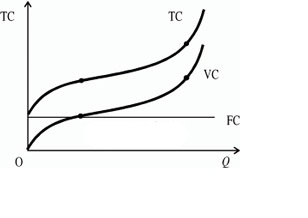
نسبة التكاليف الإجمالية والثابتة والمتغيرة

في علم الاقتصاد، منحنى التكاليف هو رسم بياني لتكاليف الإنتاج، يعمل بمثابة دالة للكمية الإجمالية المنتجة. في اقتصاد السوق الحر، تحسن الشركات ذات الكفاءة الإنتاجية عملية الإنتاج عن طريق تقليل التكلفة المرتبطة بكل مستوى ممكن من مستويات الإنتاج، وينتج عن ذلك منحنى التكاليف. تستخدم الشركات ذات الربح الأعظم منحنى التكاليف لتقرر كميات الإنتاج. توجد أنواع عديدة من منحنيات الإنتاج، وكلها مرتبطة ببعضها البعض، بما في ذلك منحنيات التكلفة الإجمالية والمتوسطة، ومنحنيات التكلفة الحدية («لكل وحدة إضافية»)، التي تساوي المعادلة التفاضلية لمنحنيات التكاليف الإجمالية، ومنحنيات التكلفة المتغيرة. يمكن تطبيق بعضها على المدى القصير، وأخرى على المدى الطويل.

## منحنيات التكلفة الإجمالية طويلة وقصيرة الأمد
تتزايد منحنيات التكلفة الإجمالية على المدى القصير والمدى الطويل في كمية المخرجات المنتجة لأن إنتاج مخرجات أكثر يتطلب استخدام المزيد من اليد العاملة على المدى الطويل والقصير، ولأن إنتاج المزيد من المخرجات على المدى الطويل يتضمن استخدام المزيد من مدخلات رأس المال المادية، وينطوي استخدام أي من المدخلات على تكبد المزيد من التكاليف المتعلقة بالمدخلات.
مع إدخال متغير واحد فقط (استخدام اليد العاملة) على المدى القصير، تتطلب كل كمية محتملة من المخرجات كمية محددة من استخدام اليد العاملة، وتكون التكلفة الإجمالية قصيرة المدى كدالة لمستوى المخرجات الكميةَ الفريدة من العمالة مضروبة بتكلفة الوحدة الواحدة من اليد العاملة. لكن على المدى الطويل، مع القدرة على اختيار اليد العاملة ورأس المال المادي، تكون التكلفة الإجمالية لإنتاج مستوى معين من المخرجات هي نتيجة مشكلة متعلقة بالتحسين: يُقلل مجموع نفقات اليد العاملة (معدل الأجر مضروبًا بالمستوى المختار من استخدام العمالة) ونفقات رأس المال (تكلفة وحدة رأس المال مضروبة بالمستوى المختار من استخدام الرأسمال المادي) فيما يتعلق باستخدام اليد العاملة ورأس المال، مع مراعاة مساواة دالة الإنتاج التي تربط المخرجات باستخدام المدخلات، عندئذ يكون المستوى (الأدنى) للتكلفة الإجمالية يساوي التكلفة الإجمالية لإنتاج كمية المخرجات المحددة.

## منحنى التكلفة الحدية طويل الأمد
تظهر منحنيات التكلفة الحدية طويلة الأمد التكلفة المضافة الإجمالية المتكبَّدة على المدى الطويل، أي الفترة التصورية التي تكون فيها جميع عوامل الإنتاج متغيرة. بطريقة أخرى، منحنى التكلفة الحدية طويل الأمد هو الحد الأدنى للزيادة في التكلفة الإجمالية المتعلقة بالزيادة في إحدى وحدات المخرجات عندما تكون جميع المدخلات متغيرة.
تشكل عوائد الحجم منحنى التكلفة الحدية طويل الأمد، وهو مفهوم طويل الأمد، بدلًا من قانون الإنتاجية المتناقصة، الذي يُعتبر مفهومًا قصير الأمد. يكون منحنى التكلفة الحدية طويل الأمد أكثر تسطحًا من منحنى التكلفة الحدية قصير الأمد وذلك بسبب المرونة المتزايدة للمدخلات. يتقاطع منحنى التكلفة الحدية طويل الأمد مع منحنى التكلفة المتوسطة طويل الأمد في أخفض نقطة له. عندما تكون التكلفة الحدية طويلة الأمد أخفض من التكلفة المتوسطة طويلة الأمد، يكون متوسط التكلفة طويلة الأمد بانخفاض (عند أخذ وحدات مخرجات إضافية بعين الاعتبار). عندما تكون التكلفة الحدية طويلة الأمد فوق التكلفة المتوسطة طويلة الأمد، يرتفع متوسط التكلفة. التكلفة الحدية على المدى الطويل تساوي التكلفة الحدية على المدى القصير على الأقل عند مستوى متوسط تكلفة الإنتاج طويل الأمد. منحنى التكلفة الحدية طويل الأمد هو الميل في دالة التكلفة الإجمالية طويلة الأمد.